# Call of Duty 2
Call of Duty 2 (укр. «Поклик обов'язку 2», «Службовий обов'язок 2») — культова комп'ютерна гра у жанрі шутер від першої особи, друга гра в серії Call of Duty. Була розроблена компанією Infinity Ward, у сприянні Pi Studios, і випущена компанією Activision 25 жовтня 2005 року для ПК і 22 листопада 2005 року для приставки Xbox 360. Сюжет гри заснований на подіях Другої світової війни і складається з трьох кампаній, де гравцеві дається можливість бути солдатом радянської, британської та американської армій. У Росії гра видається фірмою 1С.
Call of Duty 2 стала дуже популярною грою під час запуску Xbox 360, продавшись тиражем більш, ніж 250 тисяч екземплярів за перший тиждень.

## Ігровий процес
Як і в першій частині серії, гравець виступає в ролі одного з бійців радянської, американської та британської армій, які ведуть бойові дії проти німецьких військ.
Важливою відмінністю від першої частини є відсутність шкали здоров'я. Тепер не можна точно сказати, наскільки живий гравець. Але при завданні досить сильної шкоди на екрані з'являються почервоніння, гравець починає важко дихати, тим самим даючи зрозуміти, що він поранений. При цьому аптечки прибрані з гри — тепер гравець самостійно відновлюється від поранень з плином часу.
У грі представлений широкий асортимент зброї, однак за раз гравець може носити з собою тільки 2 види (не рахуючи осколкових і димових гранат (по 4 штуки)). Зброю і осколкові гранати можна підбирати безпосередньо з убитих ворогів. Також в деяких місіях зброю (зокрема особливе — гранатомети, снайперські гвинтівки, димові гранати) можна знайти в бункерах, будівлях або прямо на вулиці. Крім звичайної зброї в бою можна використовувати стаціонарні кулемети (Браунінг M1919 і MG-42), зенітні та артилерійські гармати. Також у розпорядженні гравця є бінокль, який в одній із місій знадобиться для наведення артилерійського вогню. В окремих місіях потрібне використання магнітних мін та вибухівки для знешкодження ворожої бронетехніки, знищення артилерії і підриву дверей бункерів.
Представлені завдання різноманітні: захоплення будівель, утримання оборони, знищення артилерії і бронетехніки. Також представлені місії, в яких гравець бере на себе роль командира танка. Однак головна мета абсолютно всіх місій — вижити самому, оскільки провалити місію можна лише померши (якщо не враховувати провал у разі навмисного вбивства союзника або полоненого). Всі ключові персонажі (наприклад, командири загонів) в принципі безсмертні (якщо їхня смерть не є частиною сюжету або не спровокована самим гравцем), а другорядні солдати, які грають роль масовки, в більшості місій «генеруються» наново після смерті.
У Call of Duty гравець не виконує роль рембо-одинака — найчастіше його підтримують кілька союзних солдатів. Однак більшість вбивств, звичайно ж, доводиться на його частку. Всі місії побудовані на скриптах — більшість ключових подій не відбуваються доти, доки гравець не зробить будь-яку дію (найчастіше — побіжить вперед, почавши атаку). При цьому в більшості місій солдати супротивника будуть з'являтися знову і знову доти, доки не буде запущена наступна стадія скрипту. Тому тактика відсиджування в затишному місці або відстрілу здалеку нацистів зі снайперської гвинтівки в більшості випадків буде марна — патрони не нескінченні, на відміну від солдатів противника.

## Кампанії
Всього в грі представлено 3 кампанії, що охоплюють кілька періодів війни з 1941 по 1945 року. Кожна кампанія розділена на завдання, а кожне завдання — на епізоди. У сумі 10 завдань, 27 епізодів (включаючи навчальний).
Сюжет гри у багатьох випадках перегукується з фактичним ходом Другої світової війни. Так, наприклад, в дійсності мало місце знищення британської автоколони, що йде на Кан, німецьким танком Тигр (див. Нормандська операція), зазначене в записках персонажа Джона Девіса перед місією «Коробочка».
Місія по захопленню рейхстага в Берліні, який ознаменував закінчення війни, в грі відсутня, оскільки вона вже була включена в першу частину гри.

### Ігрові персонажі
|                 | Персонаж                  | Опис |
| --------------- | ------------------------- | --- |
| СРСР            | Василь Іванович Козлов    | Червоноармієць, 13-а гвардійська стрілецька дивізія |
| СРСР            | Василь Іванович Козлов    | Головний персонаж радянської кампанії. Гра за цього персонажа починається на навчальному полігоні радянської армії за 30 км від Москви в ролі одного з прибулих новобранців (навчальна місія). Бере участь в битві за Сталінград. |
| Велика Британія | Джон Девіс (John Davis)   | Сержант, 7-ма бронетанкова дивізія |
| Велика Британія | Джон Девіс (John Davis)   | Основний персонаж трьох з чотирьох завдань британської компанії. Бере участь в Північно-Африканської кампанії в Північному Єгипті і Центральному Тунісі, а також у битві за Кан (Нормандія, Франція).                             |
| Велика Британія | Девід Велш (David Welsh)  | Капітан, 7-ма бронетанкова дивізія |
| Велика Британія | Девід Велш (David Welsh)  | Командир танка в другому завданні британської кампанії. Бере участь у танкових наступах Північно-Африканської кампанії у Північно-східній Лівії.                                                                                  |
| США             | Білл Тейлор (Bill Taylor) | Капрал, Рота «Д», 2-ий батальйон рейнджерів |
| США             | Білл Тейлор (Bill Taylor) | Основний персонаж американської кампанії. Бере участь в висадці в Нормандії («День Д»), битві за висоту 400 в Бергштайні (Німеччина) і переправі через Рейн.                                                                      |

### Радянська кампанія
Радянська кампанія містить 3 місії, які перебували у сумі з 7 епізодів, включаючи навчальний. Головним героєм всіх місій є рядовий-новобранець Василь Іванович Козлов. Всі три місії (за винятком навчального першого епізоду першої місії) відбуваються в Сталінграді (див. Сталінградська битва).

#### Зимова війна
- Навчання червоноармійців

17 грудня 1941 року, близько 30 км на захід від Москви, СРСР
Навчальна місія, в якій комісар Летлєв навчає новобранців володінню зброєю і метанню гранат або лимонок (вид гранати). У разі непокори, відповідно до законодавства СРСР 1941 року, Ви будете вбиті з пістолета комісара Летлєва. У випадку, якщо все буде в рамках закону, ваше навчання закінчується нападом нацистських військ.
- Підривні роботи

2 січня 1942 року, Сталінград, СРСР
Під командуванням лейтенанта Леонова у ролі простого радянського снайпера необхідно захопити вулицю Сонячну і підірвати міський виконавчий комітет, зайнятий нацистами.

#### Ні кроку назад!
- Відновлення зв'язку

8 грудня 1942 року, Сталінград, СРСР. Німці перерізали провід щоб відрубати зв'язок з групою. Два невеликих загону під командуванням лейтенанта Дмитра Вольського відправлені на усунення пошкоджень. Після налагодження зв'язку по радіо кажуть: "Відмінна робота рядовий Козлов! Зачекайте! Прорвалися! Хлопці прорвалися! Німці прорвалися!" І тут зв'язок обривається. Потім у гру входять танки які необхідно знищити за допомогою вибухівки.
- Вокзал № 11

8 грудня 1942 року, Сталінград, СРСР. Продовження попередньої місії. Потрібно проникнути на вокзал по трубах, захопити його, відбивати атаки німців. Далі потрібно зачистити декілька будівель і кулеметне гніздо.

#### Сталінградська фортеця
- Вуличні бої

15 січня 1943 року, Сталінград, СРСР.
Командування поставило завдання дістатися до Міськради. По дорозі доведеться зачистити декілька будівель і підірвати два танки з допомогою вибухівки.
- Міськрада

15 січня 1943 року, Сталінград, СРСР
Продовження попередньої місії. Головне завдання дістатися до міськради.
- Товариш снайпер

15 січня 1943 року, Сталінград, СРСР. Потрібно зачистити міськраду. Доведеться убити німецького снайпера через вікно. Потім треба відбити кілька атак противника, після чого і завершиться радянська кампанія.

### Британська кампанія
Британська кампанія складається з 4 місій, які в свою чергу діляться на 13 епізодів. Протагоніст другої місії — командир танка капітан Девід Уелш. Герой інших місій — Джон Девіс. Події перших трьох місій відбуваються в Північній Африці (див. Північно-Африканська кампанія), а четвертої — в Нормандії, Франція.

#### Битва за Ель-Аламейн
(див. Друга битва за Ель-Аламейн)
- Диверсійні рейди

29 жовтня 1942, 25-30 миль на південь від Ель-Аламейна, Північний Єгипет
Потрапивши в тил до супротивника, необхідно придушити ворожі вогневі точки, що заважають просуванню військ союзників на Ель-Аламейн, знищити склади боєприпасів і запаси палива супротивника, які можуть послужити як дуже потужна вибухівка. Паливо знаходиться в червоних бочках. Також необхідно роздобути стратегічно важливі документи.
- Тримати оборону!

Потрібно відбити контратаку німців на село на південь від Ель-Аламейну, зайняту союзниками. Є допомога бомбардувальників (гармат) (їх шість штук, це означає що у вказане місце впаде чотири бомби), наводкою вогню займеться гравець з даху однієї з будівель села.
- Операція «Надкидок» — Початок кінця

3 листопада 1942, у лінії оборони Ель-Аламейна, 6 листопада 1942 р., Ель-Даба; Північний Єгипет
Спроба 7-ї бронетанкової дивізії прорватися через коридор в мінному протитанковому полі Роммеля довжиною 30 км — «Сад диявола» — останню перешкоду між військам союзників і корпусом «Африка». Гравець у складі 7й бронетанкової дивізії під командуванням капітана Прайса повинен під прикриттям танків знищити кілька кулеметних точок і артилерійську обслугу, а також захопити ворожий пункт зв'язку. Після успішного проведення операції нацистські війська відступають до містечка Ель-Даба на Середземноморському узбережжі, на захід від Ель-Аламейна. Сьомій бронетанковій дивізії випадає честь добити противника.

#### Танкові дивізіони
- Танковий кидок — Висота 88

15 січня 1943, 160 миль на південний схід від Триполі, 18 січня 1943 р., 65 миль на південний схід від Триполі; Північно-західна Лівія
Німецькі танки мають перевагу в дальності стрільби гармат, тому сьомій бронетанковій дивізії необхідно здійснити стрімкий масований наступ, щоб наблизитися до супротивника і зрівняти шанси в бою.

#### Остання оборона Роммеля
- На бронемашині

10-11 березня 1943 р., Туніс
Джон Девіс, Капітан Прайс та Рядовий МакГрегор потрапляють в оточення німецькими загонами і повинні вибратися до своїх, використовуючи німецьку бронемашину (гравець займає місце кулеметника). Загони союзників повертаються на наступний день у супроводі танків Крусейдер.
- Пагорби Матмата

30 березня 1943, Матмата, Туніс
Автоколона потрапляє в засідку в містечку Матмата. Гравцеві під керівництвом капітана Прайса належить зачистити місто, перебити гарматні обслуги, захопити зенітку і знищити ескадру німецьких літаків.

#### Битва заКан
- Військовополонені — Перехрестя — Тигр

11-12 червня 1944 р., Бельт — Анктовіль — Сен-Ло, на схід від Кана, Франція
Для атаки на Кан союзним військам необхідно розчистити дорогу для автоколони з військами. «Пустинним щурам» (7-ма бронетанкова дивізія) під командуванням капітана Прайса наказано провести розвідку боєм у селі Бельт. У ході операції будуть виявлені поранені солдати американської армії, для вивезення яких з села потрібно вантажівка. Наступною точкою на шляху союзників стає село Анктовіль, в якій «щурам» наказано захопити перехрестя і прилеглі ферми для забезпечення безпечного проходу автоколони. Запеклий опір в особі кількох десятків німецьких солдатів і танка Тигр дивізія зустрічає в містечку Сен-Ло — бійцям доведеться захоплювати всі ключові будівлі, зачищаючи їхню кімнату за кімнатою.
- Коробочка

14 червня 1944 р., Амайя сюр Сойл, Франція
Автоколона союзників на шляху до Кану була підбита німецьким танком Тигр, які напали із засідки. Тим самим, який був помічений в Сен-Ло. 7-а бронетанкова відступила до містечка Амайя сюр Сойл, в якому їй належить захопити німецький штаб і обороняти його від наступу німців (і, нарешті, знищити «Тигра»).

### Американська кампанія
Американська кампанія складається з 3 місій, які поділені на 7 епізодів. У першій місії висвітлюється відома висадка в Нормандії, іменована інакше «День Д». У другій місії американські війська захоплюють одну із стратегічних висот під Бергштайном, а в третій — переправляються через Рейн розчищаючи дорогу на Берлін. Протагоністом всіх місій є капрал Білл Тейлор.

#### «День Д»
- Битва за Пуент-Дю-Хок — Оборона Пуент-дю-Хок

6-7 червня 1944 року, пляж Пуент-Дю-Хок, узбережжя Нормандії, Франція
Гравця у складі другого батальйону рейнджерів висаджують на пляж Пуент дю Хок з місією придушення берегових позицій супротивника і знищення захоплених німцями французьких гармат. Наступного дня рейнджерам доведеться відступати під натиском контратаки німців, чекаючи підмоги.
- Зерносховище

14 липня 1944 року, Бомон-Гаага, Франція
Після висадки союзних військ у Європі почалося звільнення французьких міст і сіл від нацистів. Одним з таким містечок на шляху другого батальйону став Бомон-Гаага, висотні будівлі якого нацистські снайпери використовують як вогневі точки. Завдання: зачистити основні будівлі міста, зайняти позицію на вершині зерносховища і відбити контратаку німців.

#### Висота 400
- Рейнджери йдуть першими — Бій за висоту 400

6-8 грудня 1944 року, Бергштайн, Німеччина
Війська союзників перетинають кордон Бельгії з Німеччиною і стикаються із запеклим опором поблизу містечка Бергштайн. Висота 400  — ключова позиція, з якою німецькі наводчики спостерігають за всіма маневрами союзників. 2-му батальйону рейнджерів наказано дійти до дальньої околиці Бергштайну і забезпечити плацдарм для бою за висоту 400. Наступного дня рейнджери повинні пробитися через мінні поля і ворожі ДОТ-и, дістатися до висоти 400, відбити її у німців і відобразити контрнаступ супротивника до прибуття підкріплення. (Підкріплення — це літаки винищувачі, вони атакують німців кулеметами і закидають бомбами).

#### Переправа через Рейн
- Переправа

24 березня 1945, Валлендар, Німеччина
Операція взяття містечка Валлендар при переправі через Рейн. Необхідно зачистити місто від нацистських солдатів і захопити артилерійські гармати.

## Персонажі
- Рядовий Василь Іванович Козлов — протагоніст
- Лейтенант Леонов
- Лейтенант Дмитро Вольський
- Сержант Джон Девіс — протагоніст
- Капітан Прайс
- Рядовий МакГрегор
- Командир танка Девід Уелш — протагоніст
- Капрал (сержант) Білл Тейлор — протагоніст
- Рядовий Макклоскі
- Рядовий Брейберн (невідом. — 8 грудня 1944)
- Сержант (лейтенант) Рендалл

## Другорядні персонажі
- Комісар Летлев
- Рядовий Павло Семенов — може загинути в місії «Вуличні бої».
- Сержант Карвер — (невідом. — 30 березня 1943)
- Рядовий Бойл — (невідом. — 30 березня 1943)
- Капітан Бервелл — може загинути в місії «Початок кінця».
- Лейтенант Коффі (невідом. — 6 червня 1944)
- Лейтенант Мейерс — (невідом. — 7 грудня 1944)
- Полковник Блейк

## Види озброєння
| Країна          | Зброя |
| --------------- | --- |
| Третій рейх     | - Пістолет Parabellum P08 - Гвинтівка Kar98k - Гвинтівка Kar98k з ОП - Гвинтівка Gewehr 43 - Гвинтівка Gewehr 43 з ОП - Пістолет-кулемет MP-40 - Автомат StG-44 - Станковий кулемет MG-42 - Граната Stielhandgranate 24 - Протитанковий гранатомет Панцершрек |
| США             | - Пістолет Кольт М1911 - Карабін М1А1 - Гвинтівка M1 Гаранд - Снайперська гвинтівка Springfield M1903 - Пістолет-кулемет Thompson M1A1 - Гвинтівка BAR Browning M1918A2 - Американська граната М2 - Стаціонарний кулемет Browning M1919                       |
| Велика Британія | - Револьвер Webley - Гвинтівка Lee Enfield - Гвинтівка Lee Enfield з ОП - Пістолет-кулемет Sten Mk.2 - Thompson M1A1 - Ручний кулемет Bren - Граната MK-I |
| СРСР            | - ТТ-33 - Гвинтівка Мосіна - Гвинтівка Мосіна з ОП - Гвинтівка СВТ-40 - Пістолет-кулемет ППШ-41 - Пістолет-кулемет ППС-42 - Граната РГД-33 |
| Загальне        | - Вибухівка |

В мережевій грі доступні додатково 2 американських види зброї: вкорочену помпову рушницю M1897 (рушниця доступно всім сторонам) і пістолет-кулемет M3. Також в грі є кілька типів вибухівки і мін.
У Радянській компанії, в місії «Товариш снайпер», Козлов може використовувати Панцерщрек.

## Розрахована на багато користувачів гра

### Перестрілка
Особливості режиму

- В режимі настроюються: час гри, максимальна кількість ворогів;
- Кожен гравець отримує очки за вбивства інших гравців;
- За самогубства очки знімаються;
- Якщо гравець вмирає, то він майже відразу воскресає, в залежності від налаштувань сервера, у випадковому місці на карті.

Умови перемоги
- Гравець набирає максимальну кількість очок;
- Гравець набирає більшу кількість очок по завершенні часу, відпущеного на гру.

### Командний бій
Особливості режиму
- В режимі настроюються: час гри, максимальна кількість очок;
- Гравців розподіляються за двома командами: Союзники і Бійці Осі;
- За вбивства ворожих гравців команді нараховуються очки;
- За самогубства і вбивства гравців своєї команди, очки знімаються;
- Якщо гравець вмирає, то він після закінчення заданого налаштуваннями періоду часу перероджується у випадковому місці на карті.

Умови перемоги
- Команда набирає максимальну кількість очок;
- Команда набирає більшу кількість очок по завершенні часу, відпущеного на гру.

### Захоплення прапора
Особливості режиму
- В режимі настроюються: час гри, максимальна кількість очок;
- Гравців розподіляються за двома командами: Союзники і Бійці Осі;
- У кожної команди є «база», на якій знаходиться її прапор;
- Гравці повинні викрасти прапор ворожої команди, щоб принести його до свого прапора на базі, за що команді нараховуються очки;
- Якщо гравець вмирає, то він перероджується після закінчення заданого налаштуваннями періоду часу у випадковому місці на карті.

Умови перемоги
- Команда набирає максимальну кількість очок;
- Команда набирає більшу кількість очок по завершенні часу, відпущеного на гру.

### Штаб
Особливості режиму
- В режимі настроюються: час гри, максимальна кількість очок;
- Гравців розподіляються за двома командами: Союзники і Бійці Осі;
- Періодично на карті у випадкових місцях виникає штаб, який являє собою рацію, який необхідно захопити, перебуваючи в безпосередній близькості від нього протягом деякого часу;
- Захопивши штаб, команда зобов'язана не підпускати до нього гравців ворожої команди;
- Очки нараховуються команді за час утримання штабу;
- Поки захоплений штаб, атакуючі можуть перероджуватися після закінчення заданого налаштуваннями періоду часу, у той час як захищають перероджуються тільки після знищення штабу.

Умови перемоги
- Команда набирає максимальну кількість очок;
- Команда набирає більшу кількість очок по завершенні часу, відпущеного на гру.

### Пошук і знищення
Особливості режиму
- В режимі настроюються: час гри, кількість раундів, час одного раунду;
- Гравців розподіляються за двома командами: Союзники і Бійці Осі;
- На карті розташовуються два об'єкти A і B, на одному з яких союзники намагаються закласти бомбу, а бійці Осі цьому перешкоджають;
- Гравців перероджуються тільки на початку наступного раунду.

Умови перемоги в раунді
- Союзники:
  - Вбивство всіх гравців ворожої команди;
  - Установка бомби з годинниковим механізмом на одному з двох об'єктів і недопущення її знешкодження.
- Бійці Осі:
  - Вбивство всіх гравців ворожої команди;
  - Недопущення встановлення бомби з годинниковим механізмом протягом часу, відпущеного на раунд;
  - Знешкодження встановленої бомби.

Умови перемоги в грі
- Команда набирає більшу кількість очок після закінчення раунду.

## Відгуки
| Агрегатор    | Оцінка                   |
| ------------ | ------------------------ |
| GameRankings | 89,84% (360) 87,59% (PC) |
| Metacritic   | 89/100 (360) 86/100 (PC) |

| Видання                      | Оцінка                   |
| ---------------------------- | ------------------------ |
| Game Informer                | 9.75/10                  |
| GamePro                      | [ 10 ]                   |
| GameSpot                     | 8.8/10 (360) 8.8/10 (PC) |
| GameSpy                      | 70%                      |
| IGN                          | 9.0/10 (360) 8.5/10 (PC) |
| Official Xbox Magazine (США) | 9.0/10                   |
| X-Play                       | [ 17 ]                   |

Call of Duty 2 отримала безліч позитивних рецензій. Проте багато рецензії мали трохи критики. В основному, критики зазнала нова система здоров'я, яка дозволяє гравцеві відновлювати його, перечекавши якийсь час в укритті — на думку рецензентів це зробило гру менш реалістичною (адже аптечки заліковують будь-які рани — не реалістичні) . Інші вважають, що ремейк і оригінальних карт були цікаві, але в грі могло було бути більше нових карт. З приводу Windows-версії було багато критики про низьку продуктивність гри.
Call of Duty 2став найпопулярнішою грою при запуску Xbox 360, продавшись накладом у 250,000 копій за перший тиждень.
На липень 2006 було продано вже 1,4 мільйона копій для Xbox 360.

## Цікаві факти
- При перегляді списку авторів (credits) програється невеликий драматичний ролик, створений на рушії гри, про порятунок захопленого нацистами в полон капітана Прайса. В кінці ролика, як і в першій частині гри, з'явиться напис «У процесі створення гри жодна корова не постраждала» («No cows were harmed in the making of this game») — посилання на місії «Зерносховище» і «День Д» американської кампанії.
- На багатьох рівнях присутні фортепіано — на них можна пограти. Треба лише підійти до нього і натиснути клавішу використання (за замовчуванням F).
- У мережевій грі присутні карти з першої частини гри, наприклад, Брекур, а карта «Сталінград» у 1 частини перейменована в «Варшава».
- У кампанії за СРСР серед настінних плакатів воєнного часу зустрічається плакат «Військовий позика» часів Першої світової війни, а також сучасний плакат «Слава подвигу в ім'я Батьківщини!», У нижній частині якого зображені радянські солдати, що кидають німецькі прапори до Мавзолею Леніна під час Параду Перемоги.
- У першій місії радянської кампанії комісар Летлєв накаже гравцеві взяти пістолет і гвинтівку на складі, але якщо туди не йти, він буде говорити: «Не випробовуй моє терпіння, Василь … Це останній шанс, товариш», після чого вихоплює пістолет і з криком " Вбити зрадника! " вбиває гравця одним пострілом. Те ж саме він зробить, якщо замість того, щоб стріляти в цілі з плюшевих ведмедів, почати розстрілювати тарілки та пляшки.